# Малая султанка
Малая султанка (лат. Porphyrio martinica) — вид птиц семейства пастушковых.

## Внешний вид
Птица средней величины, достигает длины 26–37 см и массы от 141 до 305 г. Окраска яркая, зеленоватая сверху и фиолетово-синяя снизу, верхние кроющие перья хвоста белые. Ноги длинные, ярко-жёлтые, клюв красный с жёлтым кончиком. Лобная бляшка голубая. Молодые птицы коричневые, пуховые птенцы чёрные.

## Распространение
Гнездится на юго-востоке США, в Центральной и северной части Южной Америке. На севере ареала птица перелётная. Изредка залетает в западную и южную Европу.

## Образ жизни
Населяет большие болота с густой растительностью. Умеет ловко лазать по стеблям высоких растений и ветвям кустарников. Летает обычно на небольшие расстояния, со свисающими ногами. Всеядна: питается как семенами и плодами, так и насекомыми и другими беспозвоночными. Иногда разоряет гнёзда птиц и хищничает.
Гнездо строит на кочке, оно со всех сторон окружено водой. В кладке 5—10 желтоватых с коричневыми пестринами яиц.